# Minh Dung Louis Nghiem
Minh Dung Louis Nghiem est un médecin et un écrivain franco-vietnamien. Il est ancien interne des hôpitaux de Paris.

## Œuvre
- Musique, Intelligence et Personnalité, Éditions Godefroy de Bouillon, 1999  (ISBN 978-2-84191-086-1)
- La violence des jeunes et le cerveau reptilien, Éditions de Paris, 2002  (ISBN 978-2-85162-091-0)
- Le patinage sur glace, Éditions de Paris, 2004  (ISBN 978-2-85162-127-6)
- La Royauté primitive : Le modèle asiatique, Éditions de Paris, 2004  (ISBN 978-2-85162-138-2)
- La désinformation autour du satanisme, Atelier Fol'Fer, 2005  (ISBN 978-2-9524214-1-6)
- Les arts et l’équilibre mental, Éditions de Paris, 2006  (ISBN 9782851621771)
- Cannibalisme révolutionnaire, Éditions de Paris, 2008  (ISBN 978-2-85162-223-5)
- Les démons de l'archaïsme & le développement humain, Via Romana, 2009  (ISBN 978-2-916727-61-5) [présentation en ligne]
- Musique, personnalité et difficultés scolaires, Via Romana, 2011  (ISBN 978-2-916727-98-1) [présentation en ligne]